# Kap Chidley

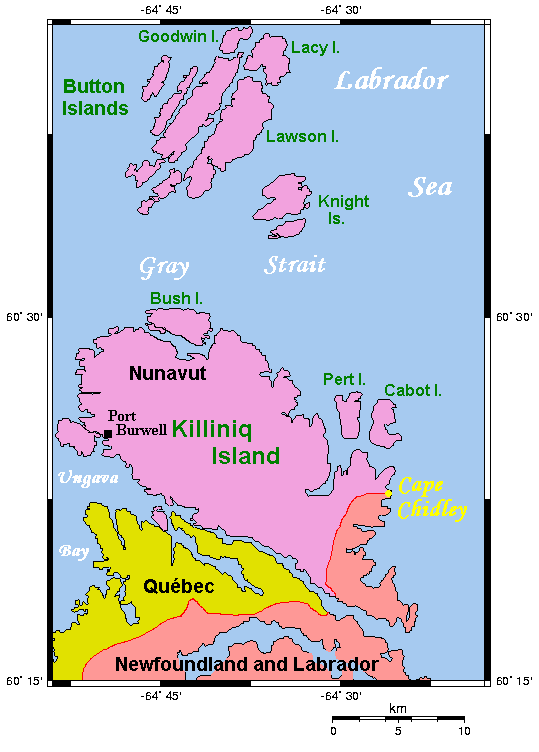
Karta över området runt Kap Chidley.

Kap Chidley, Kap Chudleigh (engelska: Cape Chidley) är en udde på Killinekön på gränsen mellan den kanadensiska provinsen Newfoundland och Labrador och territoriet Nunavut. Udden är den nordligaste platsen i Newfoundland och Labrador.
Udden markerar gränsen mellan å ena sidan Hudsonsundet och Ungavabukten och å andra sidan Labradorhavet, det vill säga gränsen mellan Norra ishavets och Atlantens avrinningsområden. Newfoundland och Labradors gräns följer vattendelaren, och korsar på andra sidan Killinekön ett smalt sund som skiljer ön från den udde som bildas av Torngatbergen. Torngatbergen utgör i sin tur gräns mellan provinserna Newfoundland och Labrador och Québec.